# Mustasaari (ö i Finland, Kajanaland, Kehys-Kainuu)
Mustasaari är en ö i Finland. Den ligger i sjön Kiantajärvi och i kommunen Suomussalmi i den ekonomiska regionen  Kehys-Kainuu  och landskapet Kajanaland, i den nordöstra delen av landet, 600 km norr om huvudstaden Helsingfors. Öns area är 48,2 hektar och dess största längd är 1,3 kilometer i sydöst-nordvästlig riktning.